# Joyce Châtelier-Brunet
Pour les articles homonymes, voir Châtelier et Brunet.
Jocelyne Châtelier-Brunet dit Joyce Châtelier-Brunet est une comédienne, née le 1er septembre 1966 à Ermont (alors en Seine-et-Oise), célèbre notamment pour son rôle de Valériane de la Motte Picquet, Vicomtesse du Pré aux Moules, dans les séries Salut les Musclés et La Croisière Foll'Amour (de 1989 à 1997)

## Biographie
Passionnée de théâtre, Joyce Châtelier-Brunet entre au cours Florent, tout en poursuivant des études de lettres modernes, qu'elle abandonne pour se consacrer à sa passion. Elle suit quelques stages, part en tournée avec une troupe "Le septenaire", tourne dans quelques publicités de télévision, avant de décrocher son rôle de Valériane dans Salut Les Musclés en 1989, puis dans La Croisière foll'amour en 1994.

## Télévision

### Rôle deValérianeà la télévision
De 1989 à 1997, dans le rôle de Valériane de la Motte Picquet, vicomtesse du Pré aux Moules, elle campait une aristocrate hystérique qui passe son temps à gifler son fiancé, Minet. Dans ce rôle, elle hurle pour un rien, semant la terreur dans la vie des Musclés. Le rôle de Valériane était un prétexte pour les auteurs de la série, pour se moquer gentiment de l'aristocratie et de ses noms.
En 1993, à l'instar de nombreux acteurs des séries d'AB productions, Joyce Châtelier-Brunet joue dans le téléfilm Famille Fou Rire diffusé pour le réveillon du premier de l'an, sur TF1. Le téléfilm réunissant plusieurs séries, elle y joue son rôle Valériane de Salut Les Musclés.
En 2000, la comédienne a eu un rôle identique à celui de Valériane, dans un reportage sur la chaîne Animaux.
En 2014, Joyce Châtelier-Brunet a de nouveau joué son rôle de Valériane dans la saison 6 des Mystères de l'Amour.

### Autres rôles
Joyce Châtelier-Brunet a joué le rôle de Louise Martini dans l'épisode 89 Dubas contre Dubas de Cas de divorce.
Elle a tenu le rôle d'une chef d'entreprise, cliente de l'agence de publicité dans la série L'un contre l'autre, également produite par AB.
En 2010, elle a joué une avocate dans Le jour où tout a basculé à l'audience (son personnage, maître Brunet, reprend une partie de son nom de famille).

## Théâtre
En 2014 et en 2015, la comédienne a joué dans la pièce Volpone.
En 2017 et en 2018, Joyce Châtelier-Brunet joue dans la pièce Le songe d'une nuit d'été de Shakespeare, qui fait l'objet d'une bonne critique par Le Parisien.

### Théâtre pour enfants
Joyce Châtelier-Brunet (sous le nom de Joyce Brunet) met en scène des pièces de théâtre pour enfants, où elle joue également, pour la Compagnie d'Eos. Les pièces sont tirées des classiques pour enfants, comme Hansel et Gretel, Les Fables de la Fontaine, ou encore Pinocchio par exemple,.
Les pièces sont jouées dans des théâtres Parisiens et font l'objet de bonnes critiques, comme celles de Télérama, par exemple, pour le Jardin de Lilou, à l'affiche en 2018, au théâtre de l'Essaion.

## Filmographie

### Télévision
- 1989-1994 : Salut les Musclés : Valériane
- 1991 : Cas de divorce : Louise Martini
- 1993 : Famille fou rire : Valériane
- 1994-1997 : La Croisière foll'amour : Valériane
- 1996 : L'un contre l'autre : Une cliente de l'agence de publicité
- 2000 : Reportage de la chaîne animaux : Valériane
- 2010 : Le jour où tout a basculé à l'audience : Maître Brunet
- 2014 : Les Mystères de l'amour : Valériane (Saison 6)